# Bandera de San Francisco
La bandera de San Francisco representa a un fènix en ascens, utilitzat sovint com a símbol de la recuperació de la ciutat del terratrèmol de 1906 i dels incendis posteriors. Tot i això, la bandera remunta els seus orígens al 1900. La Junta de Supervisors de la ciutat i el comtat de San Francisco va codificar-ne el disseny el 16 de desembre de 1940.

## Descripció
El disseny original de la bandera va ser executat el 1900 per Robert Ingersoll Aitken. Més conegut com a escultor, Aitken va crear tant la figura de la Victòria al cim del monument Dewey, al mig de la plaça Union Square de San Francisco, com les figures, damunt de la inscripció "Equal Justice Under Law", que presideixen la famosa entrada a l'Edifici del Tribunal Suprem dels EUA a la ciutat de Washington.
Segons l'ordenança de 1940:

La ciutat i el comtat de San Francisco tindran una bandera oficial que es coneix com a "La bandera de San Francisco". La bandera serà la següent: "Un Fènix que s'aixeca de les flames, sota del qual apareixerà el lema "ORO EN PAZ. FIERRO EN GUERRA.", tots dos amb un to groc daurat sobre un camp de blanc, amb la bandera vorejada d'or. Les paraules "SAN FRANCISCO" apareixeran horitzontalment al llarg de la part inferior de la bandera, sota el fènix i el lema, amb lletres de mida adequada, amb un color blau ric.
Les ales del fènix estan esteses i es mostren sobre d'un anell de flames vermelles, semblants a una corona oberta, amb vuit puntes ressaltades en groc daurat. El desplaçament està segmentat en tres seccions i està vorejat de negre per separar-lo del camp blanc. El lema castellà significa "Or en pau, ferro a la guerra". L'amplada de la vora d'or és d'una vuitena part de la bandera.

## Història

Bandera de San Francisco (1900-1940)

El 1900, James Duval Phelan alcalde de 1897 a 1902, banquer i mecenes de l'art, va recomanar a la Junta de Supervisors de la ciutat i al comtat de San Francisco que adoptés una bandera i un lema. Es va celebrar un concurs i es van presentar més de cent propostes. Es va seleccionar la proposta del policia John M. Gamble que va rebre un premi de 50 dolars.
La bandera original tenia un camp blanc i va ser confiada al cap de policia el maig de 1900 per utilitzar-la en desfilades i cerimònies. Segons la tradició, va ser rescatada d'un vagó en flames l'abril de 1906. Aquesta bandera va ser substituïda per un duplicat el 1926.
Les paraules "SAN FRANCISCO" no eren a la bandera original. Es van afegir mitjançant una resolució, primer aprovada el 29 d'agost de 1938, que va donar lloc posteriorment a l'ordenança de 1940.

## Simbolisme
El fènix va aparèixer per primer cop en un segell el 1852 per simbolitzar el ressorgiment de la ciutat d'un incendi anterior (Kenneth M. Johnson, California Governmental Seals, Castle Press, 1963: núm. 8). El fènix és un símbol de l'aspiració i dels èxits humans, un ocell mitològic que viu durant 500 anys, després és consumit per les flames i ressuscita de les seves cendres.
En una interpretació alternativa, el fènix representa l'aparició de la ciutat segons la Llei de consolidació municipal de 1856 com a ciutat i comtat separats del comtat de San Mateo. En qualsevol cas, el símbol va ser profètic involuntàriament, ja que la bandera es va adoptar sis anys abans del gran terratrèmol i incendi de 1906.
Sota el fènix i les flames, el lema en castellà "Oro en paz y fierro en guerra" ("Or en pau i ferro a la guerra") estava sobre una cinta negra. El lema fa referència a l'experiència recent de la ciutat durant la guerra hispano-estatunidenca com a punt d'embarcament de les tropes a les Filipines el 1898.
Basant-se en el lema, ara els colors oficials de la ciutat de San Francisco són daurat i negre; aquests dos colors decoren la cúpula de l'Ajuntament.